# Židenice
Židenice (niem. Schimitz) – miejska i katastralna części Brna, o powierzchni 6,45 km². Leży na terenie gmin katastralnych Brno-Židenice i Vinohrady.